# دیو سینکلر

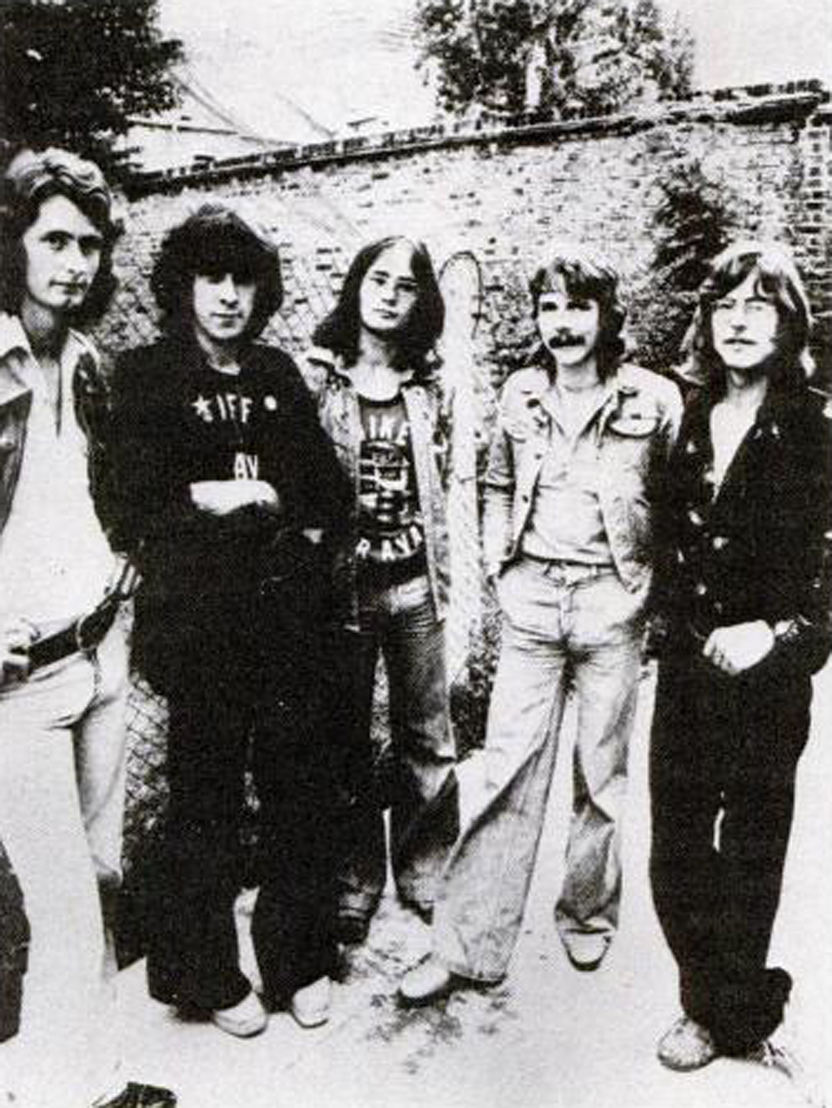
دیو سینکلر (اول از راست) به عنوان عضوی از گروه کاروان در سال ۱۹۷۴

دیوید سینکلر (متولد ۲۴ نوامبر ۱۹۴۷) نوازنده کیبورد بریتانیایی (ارگ، پیانو، هارپسیکورد ، پیانو الکتریک، ملوترون ، داولیسینت و غیره) است که از اواخر دهه ۱۹۶۰ با سبک سایکدلیک / پراگرسیو راک کانتربری همکاری داشته است. او با گروه کاروان به شهرت رسید.

## دیسکوگرافی
- ۱۹۹۳ - ماه بر فراز انسان (Voiceprint VP119CD)
- ۲۰۰۳ - دایره کامل (DSincs-Music 001)
- ۲۰۰۳ - به سوی خورشید (DSincs-Music 002)
- ۲۰۰۶ - ماه بر فراز انسان [نسخه سی‌امین سالگرد] (دیسک‌های التقاطی)
- ۲۰۰۹ - صندوقچه گنج (DSincs-Music)
- ۲۰۱۰ - پیانوورکس ۱ - یخ‌زده در زمان (CRSCNT 001)
- ۲۰۱۱ – استریم (CRSCNT 002)
- ۲۰۱۱ - ماکینو [تک‌آهنگ] (DSincs-Music)
- ۲۰۱۲ - آهنگ نان آبی [تک‌آهنگ] (DSincs-Music)
- ۲۰۱۳ - چیزهای کوچک (DSincs-Music)
- ۲۰۱۸ - اوت آو سینک (DSincs-Music)
- ۲۰۱۸ – جزیره رویاها [تک‌آهنگ] (DSincs-Music)
- ۲۰۲۱ – هوک، لاین و سینکلر (DSincs-Music)
- ۲۰۲۵ - اشک در چشمان او (DSincs-Music)